# Пласт (город)
Пласт — город в Челябинской области России. Административный центр Пластовского района и Пластовского городского поселения в его составе.

## География
Город расположен в центральной части Челябинской области, в 58 км к северо-западу от Троицка и в 95 км к юго-западу от Челябинска. В городе протекают реки Кочкарка и Чёрная.
Через город с юго-запада на северо-восток проходит автодорога Магнитогорск — Южноуральск (на Челябинск, Троицк), имеется объездная дорога. От города на северо-запад отходит дорога в Кундравы (на Чебаркуль, Миасс). Ближайшая железнодорожная станция находится в 36 км к востоку в посёлке Увельский.

### Климат
Преобладает умеренно континентальный климат.
Июль является самым тёплым месяцем в году, его средняя температура 19,2 °C, а самым холодным месяцем является январь со средней температурой −16,5 °C.
Среднегодовое количество осадков — 445 мм.

## История
Основан на месте нескольких шахтёрских поселков, где с середины XIX века года добывалось золото. В 1845 году здесь действовало несколько приисков: Аверьяновский, Воскресенский, Новотроицкий, Успенский и другие. Некоторые из приисков разрабатывали иностранные компании («Троицк Голдфилд» из Англии, «Анонимное общество Кочкарских приисков» из Франции).
В «Путеводителе по Уралу» В. А. Весновского весь район к северу от нынешнего города Пласт назван Кочкарской золотоносной системой и «Русской Калифорнией». Также район носил название «Русская Бразилия».
С годами посёлки слились в единый населённый пункт, который в 1919—1931 годах носил название Екатеринбургский сельсовет, а в 1931 году был переименован в посёлок Пласт (название дано по геологической особенности местности — пластообразной залежи золотоносных песков). В 1965 году получил статус города областного значения.

## Население
| 1931    | 1939    | 1959    | 1967    | 1970    | 1979    | 1989    | 1992    |
| ------- | ------- | ------- | ------- | ------- | ------- | ------- | ------- |
| 9900    | ↗24 100 | ↗25 897 | ↘25 000 | ↘22 746 | ↘19 271 | ↘18 880 | ↗19 000 |
| 1996    | 1998    | 2002    | 2003    | 2005    | 2006    | 2007    | 2008    |
| ↘18 800 | ↘18 600 | ↘17 422 | ↘17 400 | ↘17 200 | ↗17 300 | →17 300 | ↗17 443 |
| 2009    | 2010    | 2011    | 2012    | 2013    | 2014    | 2015    | 2016    |
| ↗17 458 | ↘17 342 | ↘17 304 | ↘17 248 | ↘17 209 | ↗17 260 | ↗17 531 | ↘17 483 |
| 2017    | 2018    | 2019    | 2020    | 2021    | 2023    |         |         |
| ↗17 648 | ↘17 508 | ↘17 254 | ↗17 273 | ↗18 379 | ↘18 243 |         |         |

На 1 января 2025 года по численности населения город находился на 697-м месте из 1124 городов Российской Федерации.
Проживают русские, башкиры.

## Люди, связанные с городом
В городе родились:
- Галкин, Михаил Петрович (1917—1942) — Герой Советского Союза.
- Завертяев Вениамин Анисимович (1915—1990) — Герой Советского Союза (1943).

## Экономика
Основными предприятиями города являются АО «Южуралзолото», АО «Восточная», АО «Гидравлика», ООО «Обжиговый завод» (единственное в России и странах СНГ предприятие по производству мышьяка и редких сплавов с применением мышьяка), значимую роль в экономике города также играет АО «Промышленная коммерческая акционерная фирма Пласт-Рифей», которая разрабатывает каолиновое месторождение «Журавлиный лог».

## Достопримечательности
- Пластовский историко-краеведческий музей. Основан городским советом ветеранов в 1975 году при градообразующем предприятии «Южуралзолото». Первые 30 лет своего существования музей функционировал на общественных началах. В 1984 году получил звание народного, а в 1993 году получил статус муниципального. В 1998 году музей переехал в дом Антуана Питерса Баласа, именно он наладил производство по извлечению золота на самом современном для своего времени уровне.[27]
- Андреевский каменный карьер, разработка которого началась в 1857 году купцом второй гильдии Павлом Емельяновичем Бакакиным из Троицка. В карьере добывали золотоносный кварц, жилы которого прорастали сквозь толщу известняка.[28].
- Городской парк. Полукруглый центральный вход с белыми колоннами и высокой башней с красной звездой на шпиле выполнен советскими архитекторами. На территории парка находится: памятники воинам пограничникам, воинам десантникам и военным морякам; скульптура Петра и Февронии; детский сказочный городок; сохранены многовековые деревья[29].
- Мемориальный комплекс. Место захоронения военнопленных и интернированных из стран-союзниц фашистской Германии в Великой Отечественной войне[30].
- Памятник Святой Варваре — покровительнице всех шахтеров. Для города горняков Пласта Святая Варвара является важнейшим символом[31].
- Памятник женщинам — труженицам тыла. Памятник героическим женщинам, заменившим во время войны мужчин, ушедших на фронт. Они выполняли всю мужскую работу и не позволили даже в самых сложных условиях остановить добычу драгоценного металла, так необходимого стране в дни жестоких испытаний[31].
- Памятник старателю
- Памятник погибшим шахтерам
- Мемориал, посвященный пластовчанам, погибшим в годы Великой Отечественной войны
- Дом культуры «Октябрь».

## Инфраструктура
В городе работает 4 общеобразовательные школы, 1 специальная школа интернат, 8 детских садов, детско-юношеская спортивная школа и центр развития творчества детей и юношества. Городская больница и детская поликлиника.

## Религия
Православные храмы
- Церковь Варвары великомученицы
- Церковь Николая Чудотворца

Протестантские общины
- Дом молитвы христиан веры евангельской "Слово Христа"

Мечети
- Мечеть

## Галерея
- Краеведческий музей
- Спортивный клуб имени А. С. Пушкина
- Бассейн «Аквамарин»
- Городская поликлиника
- ДК «Октябрь»
- Церковь Николая Чудотворца
- Храм во имя великомученицы Варвары
- Часовня Филиппа, митрополита Московского
- Октябрьская улица